# Arthur Seat (Grenada)
Arthur Seat ist eine Siedlung im Nordosten des Inselstaates Grenada in der Karibik. 

## Geographie
Der Ort liegt  im Parish Saint Patrick am Nordhang des Berges Barique. Im Umkreis liegen die Siedlungen Peggy’s Whim, L’Étage, Hermitage und Montreuil.